# Calle de Ramos (Sagunto)
La calle de Ramos es una vía pública de la ciudad española de Sagunto.

## Descripción
La vía, que ostenta el título por un hombre de ese apellido que la habitó en el siglo XIX, discurre desde la calle de Segovia hasta la de la Escuela. Aparece descrita en el Nomenclator de las calles, plazas y puertas antiguas y modernas de la ciudad de Sagunto (1901) de Antonio Chabret y Fraga con las siguientes palabras:

Ramos (calle de). Se entra por la calle de Segovia y termina en la del Teatro Romano. Dió nombre á esta calle un habitante de ella que se llamaba José Ramos, en la pasada centuria. Estaba esta calle comprendida en el ámbito de la judería, y hasta hace pocos años se conservaban algunas casas con arcos apuntados y puerta con dovelas, que indudablemente estaban en el mismo estado que cuando las habitaban los hebreos. Esta calle suele denominarse vulgarmente de la Virgen del Niño perdido, porque hay un pequeño retablo en azulejos con esta imagen.
(Chabret y Fraga, 1901, p. 85)